# Movimiento por la vivienda en España
El movimiento por la vivienda, también conocido como movimiento por una vivienda digna, es el nombre que reciben una serie de movimientos sociales surgidos en España con el fin de reclamar el derecho a una vivienda digna. A pesar de la heterogeneidad del movimiento, algunas de sus demandas históricas del movimiento han sido la protección de los inquilinos frente a prácticas abusivas y subidas de precios, el acceso a vivienda pública y asequible y la defensa de los afectados por las hipotecas o los fraudes de las cláusulas suelo.
Los orígenes históricos del movimiento se pueden remontar a la Unión de Defensa de Inquilinos, creada en 1919, y la huelga de alquileres de 1931 en Barcelona, organizada por la CNT y grupos vecinales.
Durante el franquismo, se produjo una migración nacional de unas regiones a otras de España más prósperas a nivel económico y que provocó un nivel masivo de éxodo rural y que generaría una falta de planificación urbanística provocando la creación de nuevos barrios periféricos (suburbios) caracterizados por el chabolismo, los subarriendos y los barracones, suponiendo el hecho de que durante los años finales del régimen dictatorial y de la Transición generaría movilizaciones y protestas en grandes ciudades industriales Españolas como Tarrasa - Barcelona - donde se creará en 1977, organizaciones como la Asamblea de Trabajadores para una Vivienda Digna (ATVD), compuestas con frecuencia y organizadas por un incipiente movimiento vecinal, que costaría encarcelamientos y muertos, a mano de la policía nacional armada (denominados como 'Los Grises'), al ocuparse grupos de viviendas como los del Movimiento del 16 de Septiembre (conocido en la actualidad como 'Polígono Vilardell')¹²; por familias que se encontraban sin hogar ubicadas en chabolas y comunas vecinales.

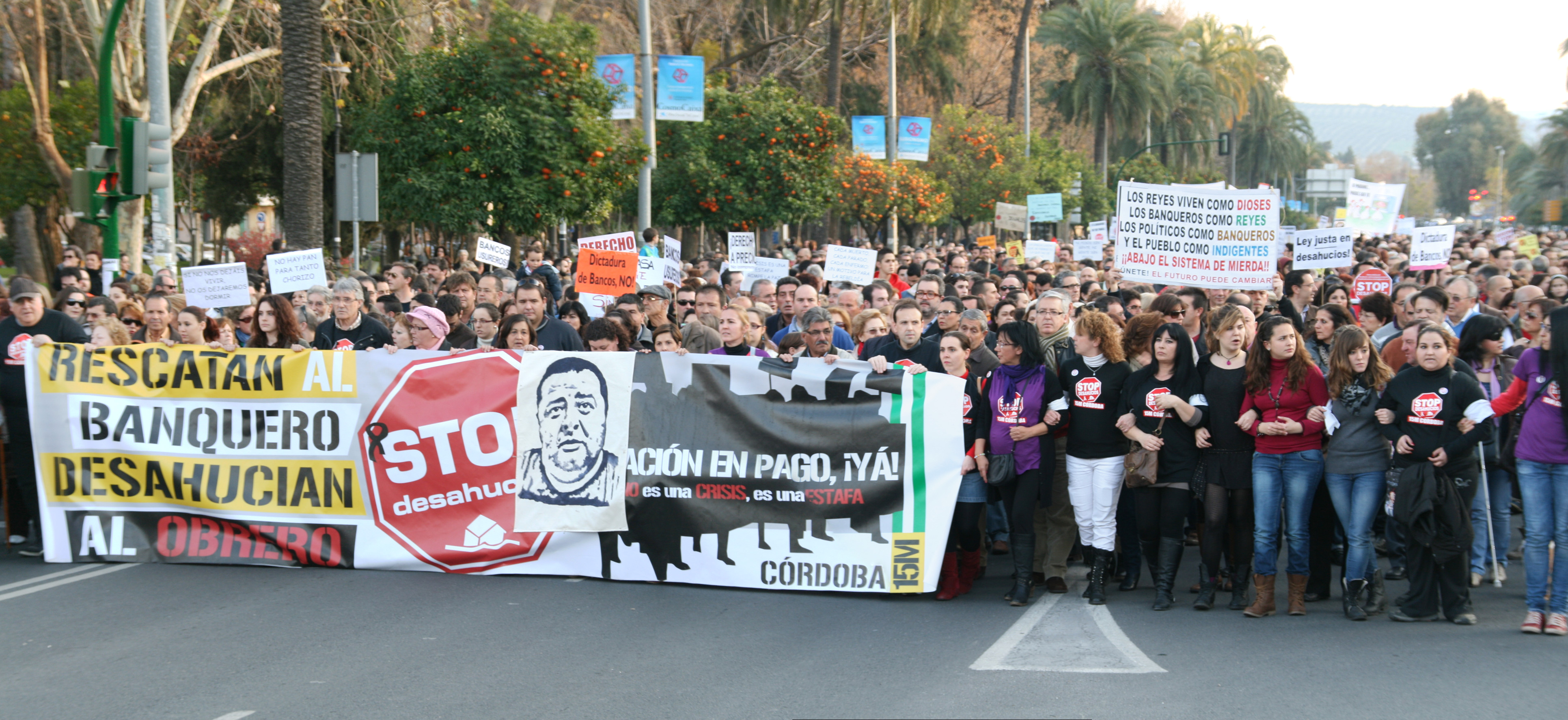
Las manifestaciones y acciones contra los desahucios han sido uno de los principales rasgos del movimiento por la vivienda en España, especialmente a partir de la crisis inmobiliaria de 2008.

La nueva Constitución de 1978 recogió en su artículo 47 que «todos los españoles tienen derecho a disfrutar de una vivienda digna y adecuada», haciendo referencia al deber de los poderes públicos de regular el suelo según el interés general para evitar la especulación inmobiliaria.En los años siguientes el movimiento adoptó un perfil más bajo, y surgió el minoritario movimiento okupa.En la segunda mitad de los años noventa se generó una burbuja inmobiliaria que aumentó intensamente los precios de la vivienda y conllevó la aparición de prácticas como el mobbing inmobiliario contra inquilinos de renta antigua. Esto dio pie a un resurgimiento del movimiento por la vivienda y a la aparición de los colectivos Plataforma por una Vivienda Digna (2003) y V de Vivienda (2006), que convocaron manifestaciones y sentadas a nivel estatal.
La burbuja estalló en 2008 con el inicio de la crisis inmobiliaria y crisis económica española, que se mantuvo hasta 2014. Este periodo se caracterizó por el aumento de los desahucios y la precariedad laboral, y llevó a la creación de la Plataforma de Afectados por la Hipoteca (2009) y su campaña «Stop Desahucios». La PAH alcanzó notoriedad mediática gracias a sus campañas de acción directa pacífica, el uso de escraches y la figura de su portavoz Ada Colau, y a partir de 2011 desempeñó un papel destacado como parte del Movimiento 15-M.En los años siguientes se formaron los primeros Sindicatos de Inquilinos e Inquilinas y se produjo un aumento importante de los precios de los alquileres en paralelo a un estancamiento de los salarios, lo que llevó a la convocatoria de varias protestas masivas en 2024.

## Objetivos

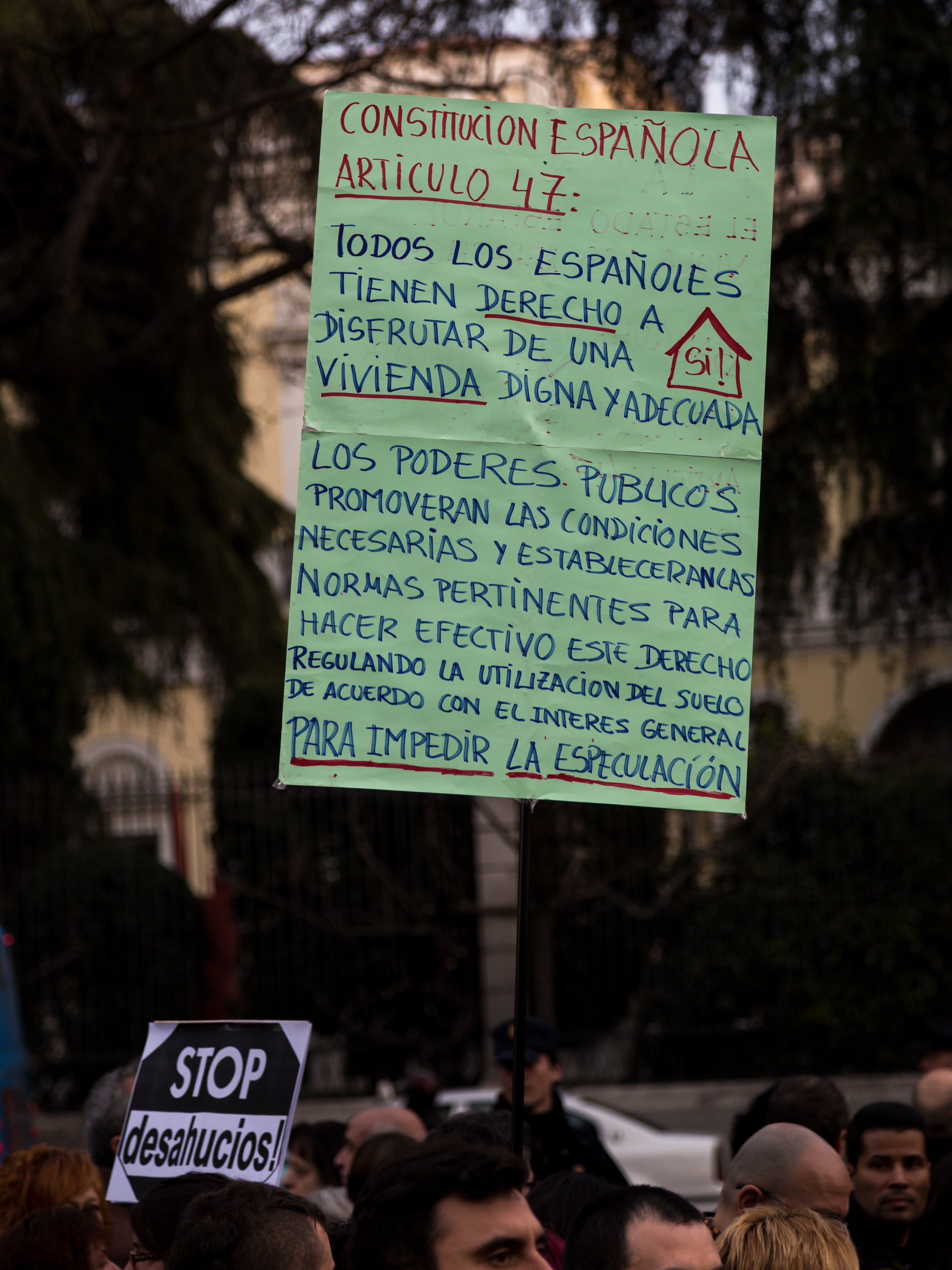
Un manifestante antidesahucios recuerda en su pancarta el texto del artículo 47 de la Constitución.

El principal objetivo de estas movilizaciones es que se facilite el acceso de la población a una vivienda digna. Para ello, en líneas generales, se ha incidido en una multiplicidad de factores, ya sean económicos (la cuantía de la hipoteca o del alquiler mensual), las condiciones exigidas (ya sea por el banco en el caso de las hipotecas o por el arrendador en el caso del alquiler) o las condiciones de habitabilidad de las viviendas disponibles.
Es habitual invocar el artículo 47 de la Constitución Española, que establece el derecho a una vivienda digna y el compromiso de los poderes públicos de trabajar para hacer efectivo este derecho.

Todos los españoles tienen derecho a disfrutar de una vivienda digna y adecuada. Los poderes públicos promoverán las condiciones necesarias y establecerán las normas pertinentes para hacer efectivo este derecho, regulando la utilización del suelo de acuerdo con el interés general para impedir la especulación. La comunidad participará en las plusvalías que genere la acción urbanística de los entes públicos.
Constitución española, artículo 47

Dado el carácter heterogéneo del movimiento, existen diferentes reivindicaciones y soluciones propuestas por los distintos colectivos presentes en el movimiento; existiendo puntos en común, y divergencias en otros aspectos. Asimismo, a lo largo del tiempo, algunas reivindicaciones han ganado o perdido vigencia en consonancia con los cambios sociales y económicos.
Durante los años de la burbuja inmobiliaria, las principales reivindicaciones fueron:
- Fomento desde la Administración la vivienda en alquiler frente a la vivienda en propiedad.
- Uso social de las viviendas vacías existentes en las ciudades aumentando la presión fiscal a los propietarios que mantengan las casas desocupadas.
- Control de los precios de la vivienda para evitar aumentos artificiales, y el abaratamiento del suelo para uso social.
- La lucha contra la corrupción y la especulación urbanística.
- Urbanismo sostenible y solidario con el medio ambiente.

Además se incluyen otros temas, como la precariedad laboral, que están directamente relacionados con el problema de la vivienda. Las reivindicaciones de las dos principales organizaciones, V de Vivienda y Plataforma por una Vivienda Digna, pueden leerse en sus sitios web.
Desde la explosión de la burbuja inmobiliaria y la masificación de los desahucios, además de las anteriores, se han incorporado las siguientes reivindicaciones:
- Stop desahucios: soluciones para los afectados por la hipoteca que no pueden afrontar el pago de la hipoteca.
- Dación en pago retroactiva.
- Plena propiedad universal social.

## Burbuja inmobiliaria (1997-2007)
Entre 1996 y 2007, se produjo en España una burbuja inmobiliaria por la que el precio de la vivienda experimentó subidas mucho mayores al nivel de vida o los salarios a pesar de la gran oferta de vivienda debido a la pujanza del sector de la construcción.
En esa época, España era considerada «un país de propietarios», con una escasa proporción de la vivienda en régimen de alquiler. Esto se atribuía a una política fiscal que favorecía la compra y a la renuencia de muchos propietarios a poner viviendas en alquiler por la dificultad de expulsar a inquilinos indeseables. También se señalaba la existencia de un parque de tres millones de casas vacías, lo que corresponde con un 20% del total. El aumento del precio de la vivienda se ha realimentado con procesos de corrupción urbanística y especulación. La subida del precio de la vivienda acrecentaba la dificultad de muchos jóvenes para acceder a una hipoteca y emanciparse de la casa de sus padres, al tener que dedicar una gran proporción de su sueldo a la compra de vivienda.
Desde crisis económica de 2008-2012 el aumento del desempleo se disparó a cifras superiores al 20%, que, junto con la subida de las hipotecas por el euríbor, ha causado la imposibilidad para miles de familias de hacerse cargo del pago de la hipoteca de la vivienda. Desde 2007, 350.000 familias se quedaron sin casa, embargadas por impago de la hipoteca ha causado que más de 350.000 familias hayan sido desahuciadas en España tras la crisis. Tras la subasta de la vivienda, las casas vuelven a ser tasadas por debajo de su precio inicial de tasación, teniendo los propietarios que hacer frente al pago de la diferencia sin disponer del disfrute del inmueble.
Los principales colectivos por la vivienda de este periodo fueron la Plataforma por una Vivienda Digna, creada en 2003; y V de Vivienda, creado a partir de las Asambleas por una Vivienda Digna tras la convocatoria del 14 de mayo de 2006 en diferentes ciudades. Estas dos organizaciones fueron el principal motor de las movilizaciones posteriores, si bien se mantuvieron diferenciadas por tener discrepancias en motivos de organización, apoyo a los detenidos en las manifestaciones e interlocución con las instituciones y otros partidos políticos o sindicatos. Otros colectivos activos en este periodo fueron FRAVM, CGT, la cooperativa COVIJO, el Sindicato Joven de CCOO, Ecologistas en Acción, FAGC, el Foro Social de Alcorcón, Jóvenes de IU, Asociación Vecinos del Sureste y el Partido Comunista de Madrid. Varios de estos formaron parte de la Mesa de iniciativas por el Derecho a Techo, a la que no se sumó V de Vivienda por preferir una organización ciudadana y asamblearia. El movimiento también recibió el apoyo de asociaciones ciudadanas como Rompamos el silencio, Juventud Obrera Cristiana, Jóvenes Verdes, Otra Democracia es Posible o el Sindicato de Estudiantes, y sindicatos y partidos como IU, CCOO y UGT, aunque su apoyo se vio con recelo desde sectores del movimiento.[cita requerida]

### 2003-2005: Primeros pasos
En 2003 se creó en Madrid la Plataforma por una Vivienda Digna como una iniciativa ciudadana y apartidista. A través de su página web y del correo electrónico, convocó varias reuniones en las que se gestó un primer marco reivindicativo que posteriormente se materializó en campañas de información y colaboración con otros movimientos sociales.
El 20 de junio de 2004 tiene lugar la primera gran movilización, en Madrid, convocada por la Plataforma, la Red de Cooperativas de Vivienda Joven (COVIJO) y diversas asociaciones de vecinos y plataformas ciudadanas, con el lema "Por el derecho a techo. Stop especulación". Contó con la participación de 10.000 personas según los convocantes.

### Primera mitad de 2006: Eclosión del movimiento

#### Sentadas de mayo de 2006

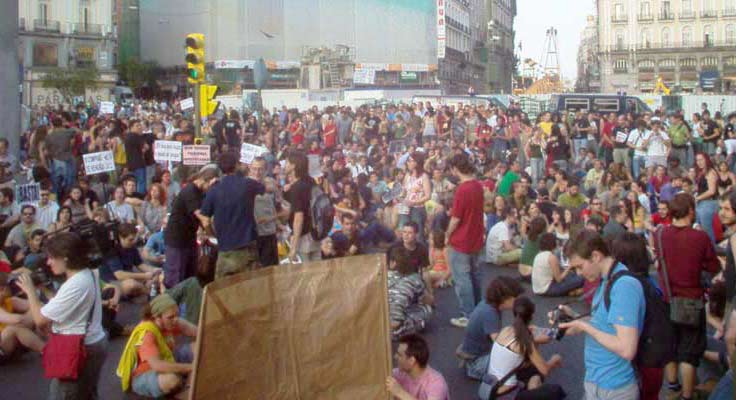
Sentada por una Vivienda Digna en la Puerta del Sol, Madrid, el 28 de mayo de 2006.

A partir de mayo de 2006, el movimiento tomó relevancia en los medios de comunicación.
Tras las críticas de la prensa a la juventud española por el llamamiento anónimo para la celebración de un macrobotellón en marzo de 2006, en comtraste con la movilización de la juventud francesa contra la ley del primer contrato, propiciaron el surgimiento de otro colectivo activista, la Asamblea Contra la Precariedad y por la Vivienda Digna (ACPVD), se convocó a través de correos electrónicos y mensajes cortos (SMS) una sentada el 14 de mayo en lugares emblemáticos de las principales ciudades españolas para reclamar el derecho a una vivienda digna, recogido en la Constitución. La Plataforma por una Vivienda Digna se desvinculó de esta convocatoria.
- Madrid: Acudieron a la convocatoria, en la Puerta del Sol, entre 1.200 y 3.000 personas. Tras permanecer un tiempo en la plaza emprendieron su camino al Congreso de los Diputados y recorrieron las calles de Madrid durante cinco horas hasta que la policía consiguió disolver a los manifestantes.
- Barcelona: Contó con una asistencia de unas 1.000 personas, que fueron convocadas en la Plaza de Cataluña.

Otras ciudades en que fueron secundadas las protestas fueron Zaragoza (300), Sevilla (200), Córdoba (200), Bilbao, Granada, Murcia y Logroño.
Las movilizaciones se repitieron todos los domingos durante un mes, convocadas desde el wiki www.viviendadigna.es que el periodista y bloguero Ignacio Escolar habilitó en su blog. Se unieron nuevas ciudades como Burgos o Málaga, aunque la asistencia se redujo de forma progresiva. En la capital, la policía intentó impedir repetidamente las manifestaciones al no haberse informado a las autoridades, y las sentadas se acaban saldando con 18 detenidos en Madrid, dos de los cuales alegaron que no participaban en las manifestaciones.
En Madrid y Barcelona se consolidó el movimiento y se crearon las primeras "asambleas por una vivienda digna" con el fin de organizar las movilizaciones y apoyar a los detenidos: la Asamblea contra la Precariedad y por una Vivienda Digna y la Assemblea Popular per un Habitatge Digne, respectivamente.

#### Manifestación del 2 de julio de 2006
Las dos asambleas se coordinaron para organizar la primera manifestación "no espontánea" y que fuera notificada a la Delegación del Gobierno para evitar problemas con la policía. Fue convocada por la Asamblea por una Vivienda Digna en Madrid y Barcelona, y apoyada por la Plataforma por una Vivienda Digna y otras organizaciones. Cabe destacar la importancia de ésta movilización por ser la primera vez que un movimiento espontáneo se organiza a raíz de una convocatoria anónima.
- Madrid: El recorrido realizado fue Puerta del Sol - Plaza de la Villa - Senado y posteriormente fue continuada hasta la Gran Vía y la Plaza de España. Tuvo un seguimiento de 700 personas según la policía y de 3.000 según los organizadores. El lema de la manifestación fue Contra la Precariedad y la Especulación. La Vivienda es un derecho, no un negocio. Durante el recorrido se recogieron donaciones para la organización de futuras protestas y para apoyar a los detenidos en los costos de los juicios que pudieran tener.[29]
- Barcelona: 500 personas según la guardia urbana realizaron el recorrido Plaza de Cataluña - Plaza de St. Jaume con el lema Por el derecho a una vivienda digna. Tras la manifestación tuvieron lugar diversas actividades en torno a la especulación y el acceso a la vivienda, y se proyectó un vídeo resumen de las sentadas de mayo y junio.[30]

Otras ciudades que respondieron a la convocatoria fueron Sevilla, Zaragoza, San Sebastián, Salamanca, Logroño y Almería.
Finalmente durante el verano se terminaron de coordinar las asambleas de Madrid y Barcelona mediante el portal de Internet V de Vivienda, y se fueron sumando nuevas asambleas creadas en otras ciudades.

### Otoño de 2006: nuevas movilizaciones
Barcelona: 30 de septiembre de 2006
Después del verano, la Asamblea "V de Vivienda" de Barcelona dio el siguiente paso del movimiento convocando una nueva manifestación el 30 de septiembre con el lema No tindrás casa en la puta vida! («No vas a tener una casa en la puta vida»), convocatoria que fue apoyada por la Plataforma por una Vivienda Digna. Acudieron entre 5.000 y 15.000 personas, según las fuerzas de seguridad o los convocantes, respectivamente. Al concluir la marcha, estaba prevista una acampada en la Plaza de Catalunya pero la guardia urbana no permitió que se realizara. Al día siguiente la Asamblea organizó talleres y debates sobre vivienda y especulación. La protesta contó con actos de apoyo en Madrid, Sevilla y Bilbao.
Protestas contra la Cumbre Europea de Ministros de Vivienda
La Cumbre Europea de Ministros de Vivienda de Barcelona, de los días 16 y 17 de octubre fue suspendida por el Gobierno ante el anuncio de movilizaciones y por temor a incidentes.En Madrid tuvo lugar una bicicletada, el 20 de octubre, bajo el lema Stop Especulación, convocada por la Plataforma por una Vivienda Digna, FRAVM, y otras asociaciones. Contó con la actuación de diversos grupos de música, como Bloco do Baliza o Amparo, de Amparanoia y acudieron unos cien ciclistas.

##### Madrid: manifestación del 28 de octubre de 2006
Una semana después, el 28 de octubre tuvo lugar la manifestación convocada por la Asamblea "V de Vivienda" de Madrid como continuación de la anterior en Barcelona del 30 de septiembre, con el lema La vivienda es un derecho, no un negocio. Contó con la participación de entre 4.000 y 15.000 personas según policía y organizadores, respectivamente.
Esta última convocatoria fue secundada también en Zaragoza y Bilbao, donde tuvo lugar una representación de un Monopoly de la especulación.

##### Visita a España de Miloon Kothari

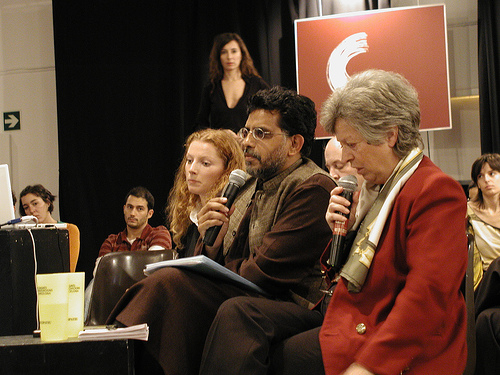
Miloon Kothari, relator de la ONU.

Desde el 20 de noviembre al 1 de diciembre, el relator de Naciones Unidas sobre la Vivienda Adecuada, Miloon Kothari visitó España para realizar un informe sobre el problema de acceso a la vivienda en España. En ese tiempo recorrió Madrid, Bilbao, Sevilla, El Ejido (Almería), Zaragoza y Barcelona; y se reunió tanto con los representantes institucionales como con movimientos sociales. 
En Madrid se reunió con la Asamblea, que le mostró los problemas de vivienda más acuciantes en distintas zonas de la ciudad, como Lavapiés, y con la Plataforma por una Vivienda Digna, Arquitectos sin Fronteras, la Red de Defensa del Territorio, la FRAVM y otras organizaciones. En Barcelona participó en una asamblea ciudadana el 28 de noviembre.
En una rueda de prensa el 1 de diciembre dio a conocer las observaciones preliminares del informe en el que expresaba su preocupación por la situación "insostenible" que sufre España. Indicó que entre el 20 y el 25% de la población está excluida del mercado de la vivienda y que hay un problema "muy grave con la especulación y el enriquecimiento de los promotores". También denunció la situación de los inmigrantes y apostó por el alquier como solución.

#### Manifestación del 23 de diciembre
Tras el relativo éxito de las últimas movilizaciones empezó a difundirse por Internet un nuevo correo anónimo para nuevas manifestaciones en toda España, para el día 23 de diciembre. La convocatoria alcanzó cierta repercusión y fue secundada desde las diferentes organizaciones que formaban parte del movimiento por una vivienda digna.
Adicionalmente el movimiento fue creciendo y se crearon nuevas asambleas en otras ciudades, mientras que en Madrid y Barcelona se extendió el movimiento a los barrios mediante asambleas locales: Lavapiés, Leganés, Carabanchel Alto, Sierra de Guadarrama y Latina en Madrid; y Universitats, L'Hospitalet y Badalona en Barcelona.
La Asamblea "V de Vivienda" de Madrid organizó una "Semana de Lucha por una vivienda digna" para preparar la manifestación del día 23 y que comenzaran a funcionar las asambleas de los barrios. Los actos comenzaron el sábado 16 en Collado Villalba, y hubo otros actos de denuncia en torno a los detenidos en las sentadas de la vivienda, la especulación en Leganés y Carabanchel, o la situación de infravivienda en Lavapiés.
- Barcelona: En Barcelona tuvo lugar la manifestación más multitudinaria hasta ese momento, con 7.000 personas según la guardia urbana y 25.000 según la Asamblea por una Vivienda Digna. Se desarrolló en un ambiente festivo y con el lema No tindrás casa en la puta vida!, y dejó cortada la Vía Layetana durante unas dos horas.[43]
- Madrid: La convocatoria en Madrid vino acompañada de nuevo con problemas con las fuerzas de seguridad. Inicialmente se reunieron en la Puerta del Sol unas 2.000 personas según la policía aunque la Asamblea afirmaba ser un número mayor sin determinar.[44] Tras un tiempo en la plaza con ambiente festivo y sin problemas los manifestantes se dirigieron al Congreso de los Diputados donde la Policía Nacional les cortó el paso y tuvo lugar la primera de las cargas, después de que se lanzaran algunas botellas contra la policía. Tras recorrer durante unas horas las calles del centro de Madrid, la manifestación concluyó de forma violenta con más cargas policiales. El resultado fueron varios heridos entre los manifestantes. La Asamblea por una Vivienda Digna de Madrid culpó a los agentes de policía de éstos incidentes y les acusó de tener una actitud excesivamente violenta.[45] En el mes de enero se convocó una nueva manifestación en protesta por la actuación de la policía en la que se pidió la dimisión de la delegada del Gobierno en Madrid, la socialista Soledad Mestre, y se mostraron pancartas con imágenes de los heridos en la manifestación.[46]
- Valencia: La Plataforma por una Vivienda Digna de Valencia convocó la manifestación bajo el lema No podemos volver a casa por Navidad porque todavía no nos hemos marchado de ella que fue secundado por el resto de grupos de la PVD. La marcha comenzó en la Plaza de San Agustín y discurrió hasta la Plaza del Ayuntamiento, también con ambiente festivo y una batucada. Allí el portavoz de la Plataforma leyó un comunicado y dieron la cifra de 4.000 manifestantes. Destaca por ser una de las primeras convocatorias con mayor éxito en la ciudad, ya que hasta este momento las anteriores convocatorias no habían sido secundadas de forma multitunidaria.[47]

La convocatoria tuvo seguimiento, aunque algo menor, en otras ciudades, como Bilbao (1500), Murcia y Málaga (200), Zaragoza (150), Sevilla (100), Logroño, Cáceres, La Coruña, Castellón, Córdoba y Granada, Pamplona, hasta completar un total de una veintena de ciudades donde se realizaron manifestaciones.

#### Otras acciones durante 2006
A lo largo del año 2006 tuvieron lugar otras acciones reinvindicativas al margen de las principales manifestaciones. En Barcelona se organizó una irrupción en el programa Buenafuente,una okupación temporal de Ikeay una protesta ante el Barcelona Meeting Point.En Madrid se produjo una okupación de los Cines Bogart y jornada sobre urbanismo y vivienda durante la Semana de Lucha Social de Rompamos el silencio.Asimismo, se realizó una protesta ante el 25 aniversario de la Empresa Municipal de Vivienda y Sueloy una zapatillada ante el Ministerio de Vivienda.

### Primera mitad de 2007: manifestación estatal y acampada
Ante la cercanía de las elecciones municipales y autonómicas del 27 de mayo de 2007 las Asambleas de V de Vivienda y la Plataforma por una Vivienda digna convocaron en las ciudades donde tenían presencia una nueva manifestación para el 24 de marzo.
En los días previos a la manifestación tuvieron lugar diferentes acciones para llamar a la movilización a la ciudadanía, como diferentes acciones lúdicas y reinvindicativas en el Parque del Retiro de Madrid; o una noche al raso en la calle Preciados, con temperaturas de entre 0 y 4°. En Barcelona, el 22 de marzo un centenar de jóvenes pertenecientes a la Asamblea entraron en la Torre Agbar y representaron un sorteo de pisos.
- Madrid: La manifestación de Madrid tuvo lugar desde la Puerta del Sol hasta Cibeles, con ambiente festivo y animado por tres batucadas a lo largo de todo el recorrido. Contó con una asistencia de entre 5.000 y 20.000 personas según la Policía y la Asamblea por una Vivienda Digna, respectivamente. Según cálculos del diario El País, el número de personas fue de 15.000.[58] Al terminar el recorrido y la lectura del manifiesto, los manifestantes intentaron continuar la movilización y consiguieron desbordar de forma pacífica el cordón policial en la plaza de Neptuno. Siguieron su camino hasta la plaza de Atocha y por la Ronda de Valencia hasta la glorieta de Embajadores, donde terminaron dispersándose tras varias cargas policiales, que se saldaron con tres detenidos.
- Barcelona: En Barcelona tuvo lugar la manifestación más concurrida, con 7.500 personas según la Guardia Urbana y más de 20.000 según la Asamblea por una Vivienda Digna. Recorrieron el centro de la ciudad desde la plaza de Cataluña hasta la sede de la Bolsa de Barcelona, donde concluyó la manifestación.
- Otras ciudades: El resto de ciudades que secundaron la movilización fueron Valencia (1.000), Zaragoza (400-500), Bilbao ("varios centenares"), Pamplona (300-600), Valladolid (100), Granada (100) y Murcia, Santander, Gijón, Logroño y Córdoba, donde se reunieron en torno a 50 personas.[59] En total tuvieron lugar manifestaciones en unas 50 ciudades españolas.[60]

#### Mayo de 2007: primer aniversario y elecciones municipales y autonómicas
Con motivo de las elecciones municipales y autonómicas del 27 de mayo de 2007, y ante el primer aniversario de las sentadas del 14 de mayo de 2006, se realizaron diferentes actos de protesta y reinvindicativos. Además, pasadas las elecciones la Plataforma por una Vivienda digna convocó una nueva bicicletada en el parque del Retiro de Madrid.

##### Manifestación del 5 de mayo de 2007
La primera de las movilizaciones se realizó el 5 de mayo, convocada por la Coordinadora Ciudadana en Defensa del Territorio, "una entidad de ámbito estatal integrada por más de 600 colectivos ciudadanos, ecologistas, vecinales, culturales y de otra índole", y que lucha contra la destrucción del territorio debido al urbanismo salvaje y la especulación. La manifestación fue convocada bajo el lema «S.O.S. Emergencia Nacional», y tuvo acogida principalmente en Madrid (2.000), Almería (2.000), Murcia, Zaragoza, Tarragona y Salamanca. La más importante fue la de Murcia, con una asistencia de unas 15.000 personas según los convocantes, la Coordinadora "Murcia no se vende" y contó con la asistencia de representantes de IU y PSOE.

##### Acampada por una vivienda digna
De cara a las elecciones municipales y autonómicas, cabe destacar la acampada convocada en Madrid por la Asamblea por una vivienda digna convocada por V de Vivienda. Ésta se desarrolló en la Ciudad Universitaria desde el 13 hasta el 27 de mayo, tras un primer intento fallido de acampar en el Paseo del Prado de Madrid, y posteriormente frente al Museo Reina Sofía. Oficialmente la acción concluyó tras las elecciones, aunque parte de los activistas permanecieron en el campamento en la Ciudad Universitaria durante todo el verano; y finalmente fueron desalojados por la Policía Nacional cinco meses después, a petición del rector de la Universidad Complutense Carlos Berzosa.

### Otoño de 2007: manifestación del 6 de octubre
En septiembre de 2007 el tema de la vivienda dio el salto a la primera línea de la política en España. El presidente José Luis Rodríguez Zapatero y la nueva Ministra de Vivienda, Carme Chacón (que había sucedido en el cargo a María Antonia Trujillo), presentaron las nuevas medidas del Gobierno que consistían en desgravación fiscal para el alquiler y ayudas directas a los jóvenes menores de 30 años. Estas medidas fueron criticadas por el PP, que presentó su programa de vivienda para las elecciones de 2008, que apostaban por la vivienda en propiedad. Adicionalmente, la Junta de Andalucía anunció la tramitación de la Ley de Derecho a la Vivienda.

Desde el movimiento por una vivienda digna se tildaron estos anuncios de electoralistas y de ser insuficientes para solucionar el problema del acceso a la vivienda y V de Vivienda convocó una nueva manifestación para el 6 de octubre, que concluiría con un masivo grito de No vas a tener casa en la puta vida, en la que volvieron a revindicar el derecho a una vivienda digna.

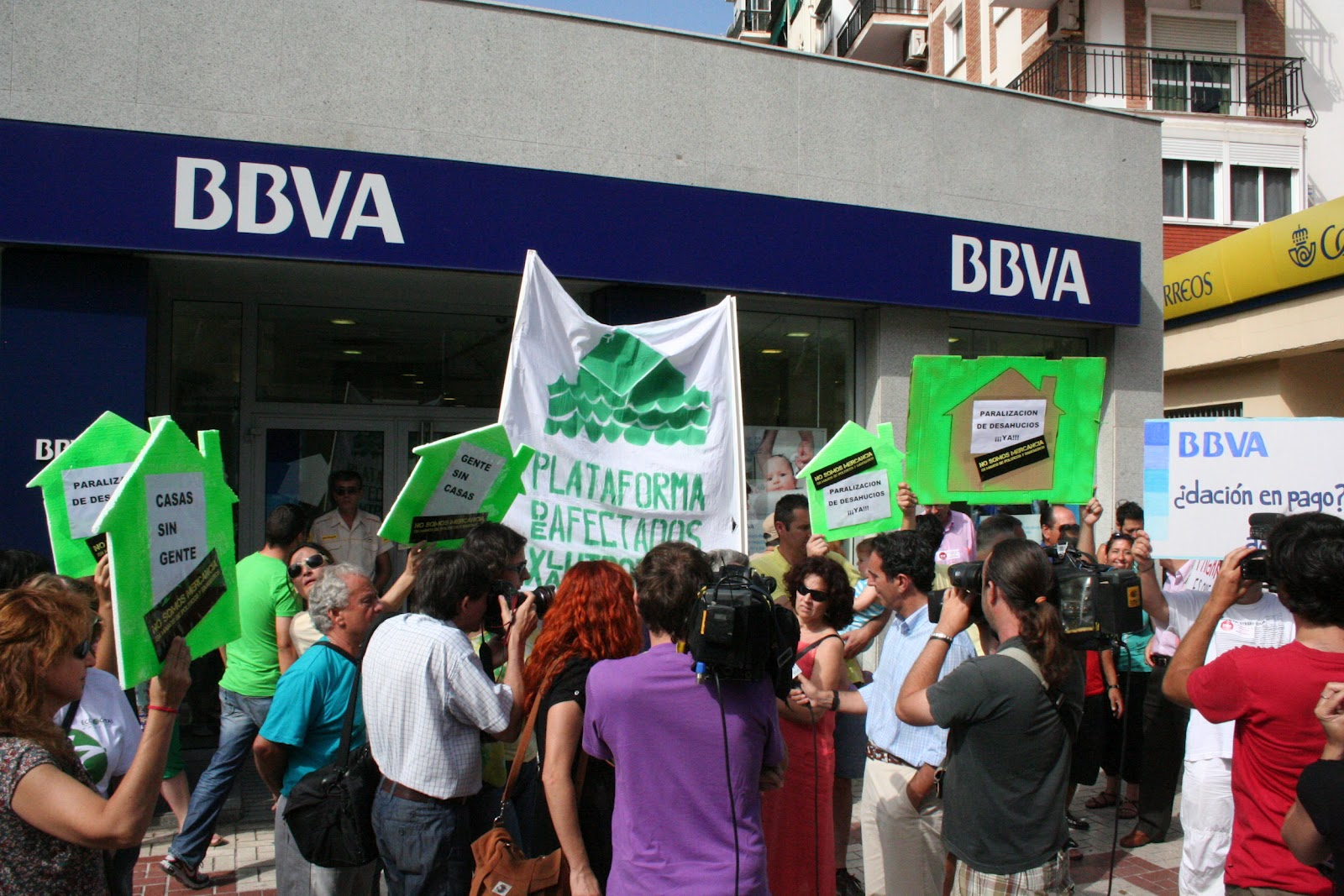
Protesta ante una sucursal de BBVA en Málaga por la dación en pago de la hipoteca de una familia afectada, 7 de junio de 2012

En esta ocasión el seguimiento por parte de los medios de comunicación aumentó considerablemente y las movilizaciones fueron recogidas por la mayoría de los periódicos nacionales, así como de las televisiones, en los informativos y en otros programas como Caiga Quien Caiga, o el programa de debates 360 grados, que contó con la participación de un portavoz de V de Vivienda. Gracias a esto se consiguió que las manifestaciones y sus reivindicaciones tuvieran una repercusión mayor que en anteriores ocasiones. El cambio de ciclo económico y las primeras bajadas de precios por primera vez en siete años también consiguió una mayor difusión de noticias sobre vivienda.
Por el contrario, estas manifestaciones fueron menos multitudinarias que las de otras ocasiones, y las cifras de asistencia se quedaron en unas 4.000 personas en Madrid y 1.800 en Barcelona. Además fueron secundadas en otras ciudades como Sevilla, Bilbao, San Sebastián, Murcia y Valencia, con una participación menor.

## Crisis inmobiliaria (2008-2014)
En marzo de 2011 la PAH y el Observatori DESC junto a otras entidades sociales y organizaciones sindicales (UGT, CCOO, Taula del tercer Sector, UCC, CONFAVC) comenzaron a tramitar el texto de la Iniciativa Legislativa Popular (ILP) con el fin de regular la dación en pago con efectos retroactivos, de manera que los miles de familias que condenadas a la morosidad de por vida a causa de la actual ley, tengan el derecho a una segunda oportunidad al igual que en otros países de Europa y los Estados Unidos. Posteriormente, se amplió el texto con las peticiones de moratoria inmediata de los desahucios y reconversión de las hipotecas en alquiler social, como medida de mínimos destinada a garantizar el derecho a la vivienda de las personas afectadas por ejecuciones hipotecarias. Entre marzo y septiembre de 2011 la Mesa del Congreso (formada por el PSOE y PP) bloqueó la ILP con distintas razones impidiendo que se pudiera comenzar la recogida de firmas antes de las elecciones generales de 2001, siendo esta autorizada en septiembre, sin embargo la Junta Electoral Central no dio comienzo a la recogida de firmas de la ILP hasta el 18 de abril de 2012.

## Auge de los alquileres (2020-presente)

### Movilizaciones de otoño de 2024

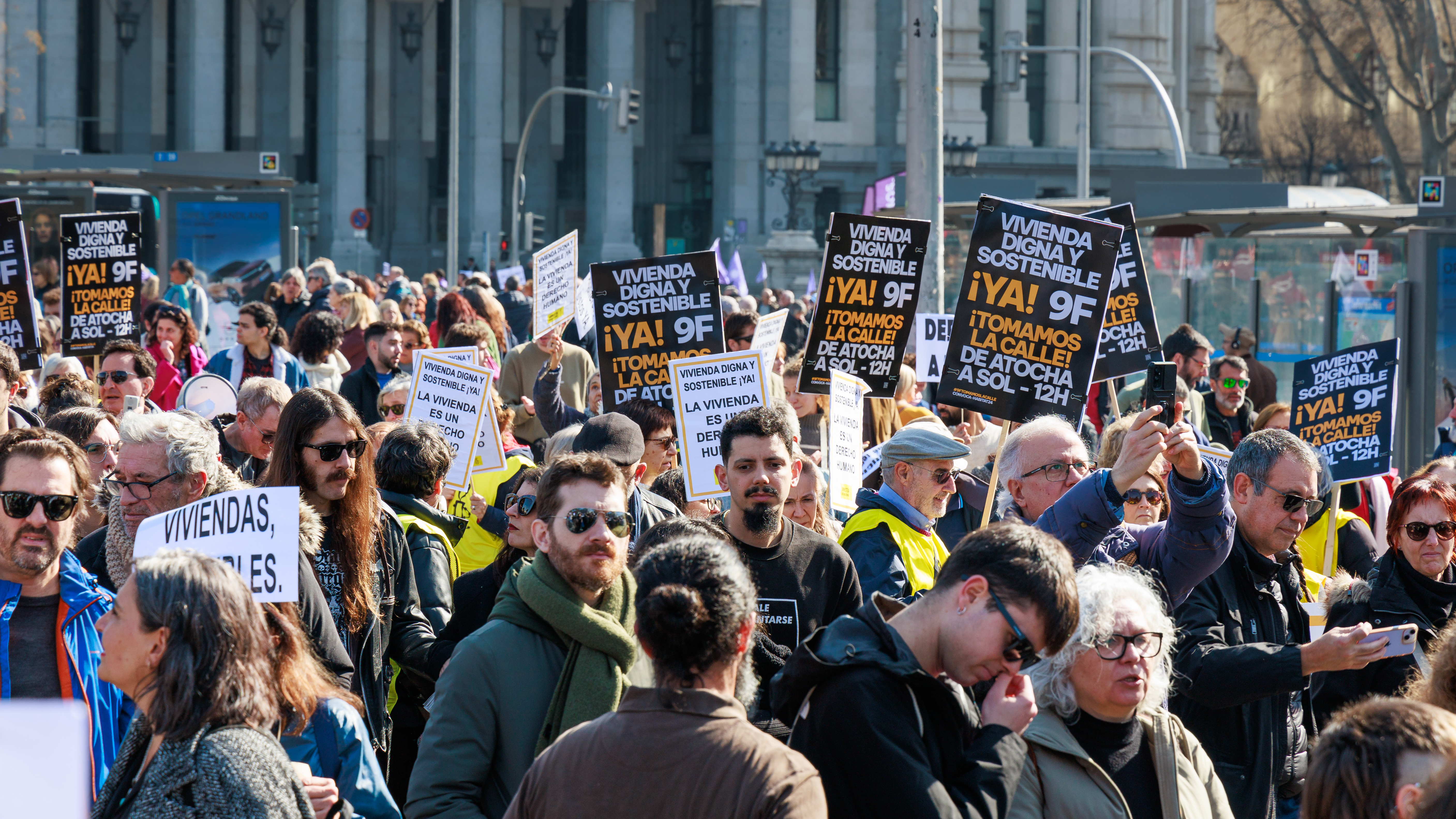
Manifestación en Madrid el 9 de febrero de 2025 por una vivienda digna, convocada por Hábitat 24 y casi 40 colectivos. Miles marcharon de Atocha a Sol exigiendo control de alquileres, vivienda pública y fin de desahucios sin alternativa, denunciando la especulación y la inacción gubernamental.

Una treintena de organizaciones, entre ellas la Federación Regional de Asociaciones Vecinales de Madrid, la Plataforma de Afectados por la Hipoteca, el Sindicato de Inquilinas, Amnistía Internacional, los sindicatos CC.OO. y UGT y organizaciones ambientalistas como Ecologistas en Acción, Amigos de la Tierra y Rebelión o Extinción convocaron una manifestación en Madrid para el 13 de octubre de 2024 con el lema «La vivienda es un derecho, no un negocio». La manifestación partió de Atocha y terminó en la Gran Vía, frente al edificio Metrópolis. Asistieron 22.000 personas según la delegación del Gobierno, 100.000 según el Sindicato de Inquilinas y 400.000 según la federación de asociaciones de vecinos. En el manifiesto, se reivindicó el derecho a la vivienda frente a los intereses de la banca, las grandes corporaciones y los rentistas.
En Valencia se convocó una manifestación para el 19 de octubre con el lema «València s'ofega» («Valencia se ahoga»), en referencia a la cercanía del aniversario de la riada que inundó la ciudad en 1957. Para la ocasión se creó un sitio web informativo. Partieron cuatro columnas de manifestantes desde diversos puntos de la ciudad y confluyeron en las Torres de Serranos. En la manifestación, a la que asistieron unas 15.000 personas según la Delegación del Gobierno y 50.000 según la organización, se reclamó que Valencia fuera declarada «zona tensionada», la paralización de los desahucios, la prohibición de los pisos turísticos y la regulación del sector hotelero. Al concluir la manifestación, decenas de personas acamparon en la Plaza del Ayuntamiento.

### Movilización estatal del 5 de abril de 2025
El 5 de abril de 2025, el Movimiento por la Vivienda en España ha convocado una movilización estatal bajo el lema "Acabemos con el negocio de la vivienda". La jornada de protestas, organizada por sindicatos de inquilinos, plataformas antidesahucios y asambleas de vivienda, busca denunciar la crisis habitacional y exigir medidas concretas para garantizar el derecho a la vivienda.
La convocatoria responde a un contexto de aumento de los precios del alquiler en más de un 50%, la expansión de los pisos turísticos, la persistencia de desahucios diarios, y la actuación de empresas de desokupación. Los colectivos organizadores denuncian que el Estado, los gobiernos y los partidos políticos han blindado la rentabilidad del negocio inmobiliario, priorizando los intereses de grandes propietarios y fondos de inversión sobre el derecho a la vivienda.
Los organizadores han establecido cinco exigencias clave:
- Bajada inmediata de los precios del alquiler.
- Expropiación y recuperación de vivienda vacía.
- Desmantelamiento de las empresas de desokupación.
- Prohibición real de desahucios y cortes de suministros.
- Fin de la represión contra el movimiento de vivienda.
La manifestación tendrá lugar en múltiples ciudades del Estado español, incluyendo Madrid, Barcelona, Valencia, Sevilla, Málaga, Asturias, Salamanca, Donostia, Logroño, Alicante, Albacete, Burgos, Cádiz, Castellón, Coruña, Ibiza, Granada, Jerez de la Frontera, Palma, Santiago de Compostela, Tenerife, Valladolid, Vigo, Gijón y Zaragoza.
Entre los colectivos convocantes se encuentran el Sindicato de Inquilinas de Madrid, PAH Vallekas, Sindicato de Vivienda de Carabanchel, Sindicato de Barrio de Hortaleza, Asamblea de Vivienda de Villalba, Sindicato de Vivienda de Tetuán, Organización de Vivienda de Tetuán, Sindicato de Vivienda de Moratalaz, Stop Desahucios Móstoles, PAVPS y PAH Getafe, entre otros.
Tiene una página web con todas las convocatorias de la convocatorias.

## En el cine y la literatura
El movimiento vecinal por la vivienda de la Transición ha sido retratado en la película El 47 (2024) de Marcel Barrena, centrado en la lucha de los vecinos del barrio barcelonés de Torre Baró, y en libros como la novela gráfica Los años de barro (2022), centrada en Vallecas.
La crisis inmobiliaria y económica iniciada en 2008 y el problema de los desahucios han sido reflejados en Techo y comida (2015) de Juan Miguel del Castillo, Cerca de tu casa (2016) de Eduard Cortés, La grieta (2017), Sense sostre (2019) y En los márgenes (2022) de Juan Diego Botto,y también en novelas gráficas como Aqui vivió (2016) de Isaac Rosao poemarios como Mi hogar es una casa de mudanzas (2019) de Cristina Angélica.Chuecatown (2007) de Juan Flahn denunciaba la gentrificación y acoso inmobiliario en el barrio de Chueca.
Los movimientos de este periodo, y en particular la PAH, aparecen en No estamos solos (2015) de Pere Joan Ventura, La granja del pas (2017) de Sílvia Munt, Sí se puede. Siete días en PAH Barcelona (2014) de Pau Munt o #LaPlataforma (2012) de Jon Herranz.Habitar la utopía (2014) de Mariano Agudo muestra la experiencia de okupación de La Corrala Utopía en Sevilla, y documentales como City for Sale (2018), Overbooking (2019) o Destrucció creativa d'una ciutat (2020) tratan los efectos de la turistificación y gentrificación en ciudades como Barcelona y Palma en la década de los 2010.

### Webs
- Wiki ViviendaDigna.es (xarchive)
- Plataforma por una Vivienda Digna (no actualizado)
- Asamblea por una Vivienda Digna (V de Vivienda) (xarchive)
- Coordinadora Ciudadana en Defensa del Territorio (xarchive)
- Resumen del año 2007 - V de Vivienda - (en catalán)
- Detenidos por una Vivienda Digna Archivado el 26 de mayo de 2019 en Wayback Machine.
- Ciudad Viva (enlace roto disponible en Internet Archive; véase el historial, la primera versión y la última).

### Medios
- 20minutos.es - Especial: Por una vivienda digna

- Datos: Q6025409